# Президентские выборы в Приднестровской Молдавской Республике (2016)
Выборы президента Приднестровской Молдавской Республики в 2016 году состоялись 11 декабря. Это шестые выборы президента в истории Приднестровья. В первом же туре Президентом стал Вадим Красносельский, набрав 62,3% голосов.

## Зарегистрированные Кандидаты[6]
| Кандидат             | Возраст | Деятельность                                                                            | Субъект выдвижения                      | Дата регистрации     |
| -------------------- | ------- | --------------------------------------------------------------------------------------- | --------------------------------------- | -------------------- |
| Евгений Шевчук       | 48 лет  | Действующий Президент Приднестровья                                                     | Независимый кандидат                    | 7 октября 2016 года  |
| Вадим Красносельский | 46 лет  | Действующий Председатель Верховного Совета Приднестровья                                | Независимый кандидат                    | 7 октября 2016 года  |
| Геннадий Кузьмичёв   | 50 лет  | Бывший Министр внутренних дел Приднестровья                                             | Независимый кандидат                    | 12 октября 2016 года |
| Олег Хоржан          | 40 лет  | Депутат Верховного Совета Приднестровья                                                 | Приднестровская коммунистическая партия | 17 октября 2016 года |
| Александр Дели       | 38 лет  | Прокурор ПМР                                                                            | Независимый кандидат                    | 10 ноября 2016 года  |
| Владимир Григорьев   | 55 лет  | Директор филиала Национального университета «Одесская юридическая академия» в Тирасполе | Независимый кандидат                    | 10 ноября 2016 года  |
| Ирина Василакий      | 40 лет  | Безработная                                                                             | Независимый кандидат                    | 18 ноября 2016 года  |

 Кандидат, регистрация которого была отменена. В результате графа с ним была вычеркнута из уже отпечатанных бюллетеней

## Выдвинувшиеся кандидаты
| Кандидат             | Возраст | Деятельность                                        | Субъект выдвижения   | Дата выдвижения       |
| -------------------- | ------- | --------------------------------------------------- | -------------------- | --------------------- |
| Григорий Маракуца    | 74 года | Бывший Председатель Верховного Совета Приднестровья | Независимый кандидат | 18 октября 2016 года  |
| Евгений Вьюшков      | 52 года | Пенсионер                                           | Независимый кандидат | 16 сентября 2016 года |
| Анастасия Козодаева  | 54 года | Безработная                                         | Независимый кандидат | 19 сентября 2016 года |
| Георгий Бахов        | 59 лет  | Директор ООО «Барсойл»                              | Независимый кандидат | 29 сентября 2016 года |
| Владимир Герасютенко | 48 лет  | Пенсионер                                           | Независимый кандидат | 30 сентября 2016 года |

## Рейтинги

### Первый тур
| Опрос                                                       | Дата               | Шевчук | Красносельский | Антюфеева | Маракуца | Хоржан | Василакий | Сафонов | Кузьмичев | Другой кандидат | Против всех | Не определились |
| ----------------------------------------------------------- | ------------------ | ------ | -------------- | --------- | -------- | ------ | --------- | ------- | --------- | --------------- | ----------- | --------------- |
| GSC Архивная копия от 14 декабря 2016 на Wayback Machine    | 20-21 ноября 2016  | 46,36% | 26,64%         | —         | —        | 4,36%  | 0,77%     | —       | 2,96%     | 1,24            | 5,29%       | 12,36%          |
| ВЦИОМ Архивная копия от 20 сентября 2016 на Wayback Machine | 29−31 августа 2016 | 14%    | 25%            | 6%        | 6%       | 4%     | 1%        | 1%      | 0%        | 1%              | 1%          | 41%             |
| ВЦИОМ Архивная копия от 12 ноября 2016 на Wayback Machine   | 2−9 июня 2016      | 11%    | 24%            | 7%        | —        | 5%     | —         | 1%      | 1%        | 18%             | 6%          | 27%             |
|                                                             |                    |        |                |           |          |        |           |         |           |                 |             |                 |
| Выборы 2011 года                                            | 11 декабря 2011    | 38,55% | —              | —         | —        | 5,13%  | —         | 0,53%   | —         | 51,7%           | 4,99%       | —               |

- Полужирным шрифтом выделены кандидаты проходящие во второй тур. Синим цветом выделен кандидат набирающий большинство голосов.

1. ↑  Результаты первого тура

1. ↑  В т.ч. Игорь Смирнов, Анатолий Каминский и Дмитрий Соин

### Экзит-полл
| Опрос                                                      | Красносельский | Шевчук | Хоржан | Остальные | Против всех |
| ---------------------------------------------------------- | -------------- | ------ | ------ | --------- | ----------- |
| ВЦИОМ Архивная копия от 20 декабря 2016 на Wayback Machine | 69,8%          | 18,8%  | 3,3%   | менее 1%  | 6,4%        |
| GSC Архивная копия от 14 апреля 2017 на Wayback Machine    | 58,96%         | 26,06% | 5,23%  | менее 2%  | 6,18%       |

## Результаты[16]
| Расположение в избирательном бюллетене | Имя кандидата          | Количество проголосовавших | В % от общего числа |
| -------------------------------------- | ---------------------- | -------------------------- | ------------------- |
| 1.                                     | Ирина Василакий        | 1 526                      | 0,6 %               |
| 2.                                     | Владимир Григорьев     | 1 698                      | 0,67 %              |
| 3.                                     | Александр Дели         | 1 379                      | 0,55 %              |
| 4.                                     | Вадим Красносельский   | 157 410                    | 62,3 %              |
| 5.                                     | Геннадий Кузьмичёв     | —                          | —                   |
| 6.                                     | Олег Хоржан            | 8 012                      | 3,17 %              |
| 7.                                     | Евгений Шевчук         | 69 179                     | 27,38 %             |
| 8.                                     | Против всех кандидатов | 8 593                      | 3,4 %               |
| Недействительны                        |                        |                            |                     |
| Испорчены                              |                        |                            |                     |
| Утрачены                               |                        |                            |                     |
| Всего (явка 60,1 %)                    | Всего (явка 60,1 %)    | 252 659                    | 100%                |

 Победитель
 Кандидат, регистрация которого была отменена. В результате графа с ним была вычеркнута из уже отпечатанных бюллетеней

## Критика
Наблюдатели отметили значительный процент избирателей проголосовавших по дополнительным спискам. Так, в Слободзейском районе, от 5% до 10% избирателей проголосовали по дополнительным спискам.